# Culex macfiei
Culex macfiei är en tvåvingeart som beskrevs av Edwards 1923. Culex macfiei ingår i släktet Culex och familjen stickmyggor. Inga underarter finns listade i Catalogue of Life.